# Florencia Ortiz

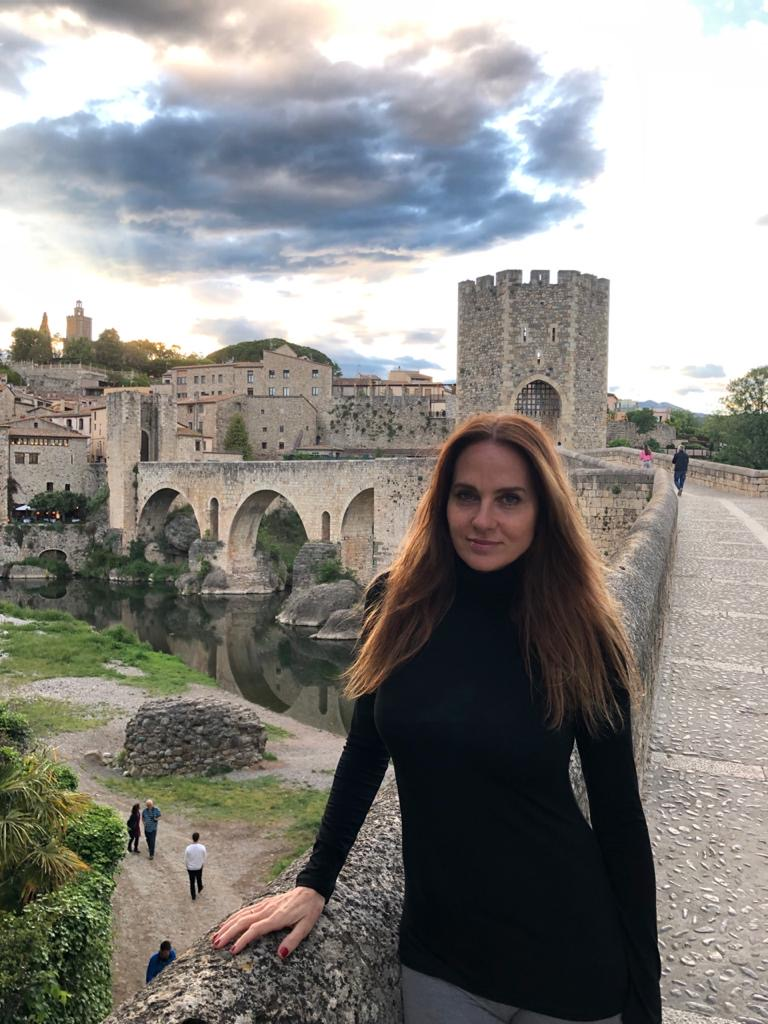
Florencia Ortiz

Florencia Ortiz (* 15. Dezember 1971 in Buenos Aires) ist eine argentinische Schauspielerin und Sängerin.

## Leben
Florencia Ortiz begann ihre Karriere 1996. Sie erlangte 1996 nationale Bekanntheit durch die Hauptrolle der Agustina Cisneros in der Telenovela 90 60 90 modelos. In den darauffolgenden Jahren war Ortiz vermehrt in verschiedenen Telenovelas zu sehen. Darin verkörperte sie meistens die Rolle der Antagonistin.
Internationale Aufmerksamkeit erlangte Ortiz von Juli 2014 bis Februar 2015 durch die Rolle der Intrigantin Priscila Ferro in der dritten Staffel der Disney-Channel-Telenovela Violetta.